# Gordeldieren
Gordeldieren (Dasypoda) of armadillen zijn de enige overlevende dieren uit de orde van gordeldierachtigen (Cingulata). Er zijn 2 families met 22 levende soorten in acht geslachten. Dasypoda is een oude clade. Utaetus, een van de eerste gordeldieren, leefde in het Eoceen en leek veel op de huidige soorten.

## Kenmerken
De kleinste soort, de gordelmol (Chlamyphorus truncatus) weegt minder dan 100 gram en is 15 tot 20 cm, terwijl de grootste levende soort, het reuzengordeldier (Priodontes maximus) meer dan 60 kilogram weegt en ongeveer anderhalve meter groot wordt. Alle soorten bezitten een pantser, bestaande uit verbeende huidschilden, ook wel schubben genoemd. Deze schubben zijn gevormd uit keratine.

## Leefwijze
Het zijn alle insectivoren. De meeste soorten eten ook ander voedsel, als kleine gewervelden, eieren, paddenstoelen en vruchten.

## Verspreiding en leefgebied
De soorten komen voor in Midden- en Zuid-Amerika. Het negenbandgordeldier (Dasypus novemcinctus) is de enige soort die in Noord-Amerika voortkomt, in het zuidoosten van de Verenigde Staten.

## Voortplanting
Het negenbandige gordeldier heeft een ongebruikelijk voortplantingssysteem, in die zin dat het eeneiige vierlingen kan voortbrengen. Dit betekent dat alle vier de jongen uit één nest dezelfde genetische informatie met zich meedragen. Dit komt van pas in onderzoek waarbij vergelijkingen gemaakt moeten worden tussen constante factoren, in dit geval bij de genetisch identieke gordeldieren. Hier hebben zowel medicinale als gedragsonderzoeken baat bij.

## Taxonomie
- Clade: Dasypoda (Gordeldieren) (22 soorten)[1][2]
  - Familie: Dasypodidae (8 soorten)
    -  Geslacht: Dasypus (8 soorten)
      - Soort: Dasypus beniensis
      - Soort: Dasypus kappleri (Kapplergordeldier)
      - Soort: Dasypus mazzai
      - Soort: Dasypus novemcinctus (Negenbandgordeldier)
      - Soort: Dasypus pastasae
      - Soort: Dasypus pilosus (Harig gordeldier)
      - Soort: Dasypus sabanicola (Savannegordeldier)
      -  Soort: Dasypus septemcinctus (Zevenbandgordeldier)
- Familie: Chlamyphoridae (14 soorten)
  - Onderfamilie: Chlamyphorinae (4 soorten)
    - Geslacht: Calyptophractus (1 soort)
      -  Soort: Calyptophractus retusus (Burmeistergordelmol)

    - Geslacht: Chlamyphorus (1 soort)
      -  Soort: Chlamyphorus truncatus (Gordelmol)

  - Onderfamilie: Euphractinae (4 soorten)
    - Geslacht: Chaetophractus (2 soorten)
      - Soort: Chaetophractus vellerosus (Klein behaard gordeldier)
      -  Soort: Chaetophractus villosus (Bruinbehaard gordeldier)

    - Geslacht: Euphractus (1 soort)
      -  Soort: Euphractus sexcinctus (Zesbandgordeldier)

    -  Geslacht: Zaedyus (1 soort)
      -  Soort: Zaedyus pichiy (Dwerggordeldier)

  -  Onderfamilie: Tolypeutinae (8 soorten)
    - Geslacht: Cabassous (5 soorten)
      - Soort: Cabassous centralis (Midden-Amerikaans kaalstaartgordeldier)
      - Soort: Cabassous chacoensis (Chacokaalstaartgordeldier)
      - Soort: Cabassous squamicaudis
      - Soort: Cabassous tatouay (Groot kaalstaartgordeldier)
      -  Soort: Cabassous unicinctus (Zuidelijk kaalstaartgordeldier)

    - Geslacht: Priodontes (1 soort)
      -  Soort: Priodontes maximus (Reuzengordeldier)

    -  Geslacht: Tolypeutes (2 soorten)
      - Soort: Tolypeutes matacus (Kogelgordeldier)
      -  Soort: Tolypeutes tricinctus (Driebandgordeldier)